# 克羅斯羅茲 (阿肯色州門羅縣)
克羅斯羅茲（英語：Cross Roads）是位於美國阿肯色州門羅縣的一個非建制地區。該地的面積和人口皆未知。

## 地理
克羅斯羅茲的座標為34°25′38″N 91°04′10″W / 34.42722°N 91.06944°W，而該地的平均海拔高度為15米（即50英尺）。